# João Batista Perdigão de Oliveira
João Baptista Perdigão de Oliveira, também conhecido como Perdigão de Oliveira (Fortaleza, 23 de agosto de 1854 - Fortaleza, 28 de fevereiro de 1929), foi um historiador brasileiro, abolicionista, fundador e membro do Instituto do Ceará.

## Biografia
Perdigão de Oliveira era filho do Capitão Antônio Joaquim de Oliveira e de Leopoldina Carolina de Oliveira. Amanuense da Secretaria do Governo por titulação a 25 de setembro de 1878, foi promovido a oficial a 22 de novembro de 1881 e a Chefe de seção a 11 de setembro de 1889. Em 25 de setembro de 1891, com a reforma das Secretarias do Estado, passou a servir como Diretor de seção da Secretaria de Justiça e a 4 de maio de 1892 foi promovido a Diretor da mesma Secretaria.
Era um dedicado pesquisador dos documentos públicos, das características e particularidades deste estado, e de seu povo. Organizou em 3 de abril de 1900 a primeira exposição hemerográfica do Ceará.
Além de fundador do Instituto do Ceará, era sócio correspondente do Instituto Histórico e Geográfico Brasileiro, do Instituto Arqueológico, Histórico e Geográfico Pernambucano e do Instituto Geográfico e Histórico da Bahia.
Colaborou em diversos jornais do Ceará, e em 12 de julho de 1902 fundou o Estandarte, jornal de cunho católico, juntamente com Vicente Mendes, Joaquim Fabrício e Arimathea Cysne. Foi um dos 12 fundadores e secretário do Instituto do Ceará, em março de 1887, e em sua Revista, publicou vários trabalhos.
Com a reforma das Secretarias de Justiça e do Interior, passou a servir como Secretário da Chefatura de Polícia, organizada a 23 de novembro de 1909 e nesse cargo foi aposentado a 26 de julho de 1911.

## Obra

### Artigos na Revista do Instituto do Ceará
- "Memória do Padre Vicente José Pereira - Primeira Parte" (1887)
- "Memória do Padre Vicente José Pereira - Segunda Parte" (1887)
- "A Primeira Villa da Província - notas para o Estado do Ceará" (1887)
- "Resumo Chronológico para a História do Ceará pelo Sr. Major João Brígido dos Santos - Ligeira apreciação por J. B. Perdigão dos Santos" (1888)
- "Treslado" (1888)
- "Um capítulo da História do Ceará - Ligeiras Rectificações -Conquista dos Indígenas" (1890)
- "A Villa de Quixeramobim" (1890)
- "Creação da Villa de Sobral" (1891)
- "Appendice - Artigos , Discursos , Representações" (1893)
- "Uma data de Sismaria" (1894)
- "Appendice- documentos diversos" (1896)
- "A Imprensa no Ceará - Parte I" (1897)
- "A Imprensa no Ceará - Parte II" (1897)
- "A Imprensa no Ceará - Parte III" (1897)
- "A Imprensa do Ceará" (1898)
- "A Imprensa no Ceará - Parte I" (1900)
- "A Imprensa no Ceará - Parte II" (1900)
- "A Imprensa no Ceará - 1º e 2º Trimestres" (1907)
- "A Imprensa no Ceará - 3º e 4º Trimestres" (1907)

## Homenagens
- Uma rua em Fortaleza foi nomeada em homenagem ao historiador.[17]